# Német operaénekesek listája
Ebben a listában a német, vagy Németországban élő operaénekeseket soroljuk.
| Ábécé szerinti tartalomjegyzék                      |
| --------------------------------------------------- |
| A B C D E F G H I J K L M N O P Q R S T U V W X Y Z |

## A
- Theo Adam(wd) basszbariton (1926–2019)
- Georg Anthes tenor (Anthes György 1863-1922)

## B
- Hildegard Behrens(wd) szoprán (1937-2009)
- Kurt Böhme basszista (1908-1989)
- Oleg Bryzhak(wd) basszbariton (szovjet-ukrán származású 1960-2015)

## D
- Diana Damrau(wd) szoprán (1971-)
- Magnus Davidsohn (1877-1958)
- Eduard Devrient(wd) bariton (1801-1877)

## E
- Karl Erb(wd) tenor (1877-1958)

## F
- Brigitte Fassbaender,(wd) mezzoszoprán (1939-)
- Ludwig Fischer(wd) basszista (1745-1825)
- Dietrich Fischer-Dieskau, bariton (1925-2012)
- Gottlob Frick, basszus (1906-1994)

## G
- Christian Gerhaher(wd) bariton (1969-)
- Matthias Goerne(wd) bariton (1967-)
- Reiner Goldberg,  hőstenor (1939-2023)
- Josef Greindl(wd) basszista (1912-1993)
- Gertrud Grunow (1870-1944)
- Eugen Gura(wd) bariton (1842-1906)
- Werner Güra(wd) tenor (1964-)

## H
- Marie Hanfstängl(wd) szoprán (1847 v. 1848 - 1917)
- Peter Hofmann(wd) tenor (1944-2010)
- Hans Hotter(wd) basszbariton (1909-2003)
- Fritz Hübner, basszista (wd) (1933-2000)

## J
- Siegfried Jerusalem tenor (1940-)

## K
- Jonas Kaufmann tenor (1969-)
- Kelemen Zoltán, basszbariton (Zoltán Kelemen, magyar származású 1926–1979)
- Barbara Kemp(wd) szoprán (1881-1958)
- René Kollo(wd) tenor (1937-)
- Kónya Sándor, tenor (magyar származású 1923-2002)

## L
- Lotte Lehmann(wd) szoprán (1888-1976)
- Frida Leider(wd) szoprán (1888-1975)
- Thea Linhard, szoprán (1903-1981)
- Albert Lortzing, tenor (1803-1851)
- Carl Löwe(wd) bariton (1796-1869)
- Christa Ludwig, mezzoszoprán (1928-)

## M
- Margarete Matzenauer, alt, szoprán (Margarethe Preuse-Matzenauer 1881-1963)
- Waltraud Meier, mezzoszoprán (1956-) (wd)
- Helga Meyer(wd) szoprán (1942-2000)
- Hans Mokka, (bánáti sváb-magyar 1912-1999)
- Kurt Moll, basszista (1938-2017) (wd)

## N
- Gustav Neidlinger, basszbariton (1910-1991)

## O
- Sigrid Onégin(wd) kontraalt (1889-1943)
- Lisa Otto(wd) szoprán (1919-2013)

## P
- Helga Pilarczyk(wd) szoprán (1925-2011)
- Hermann Prey(wd) bariton (1929-1998)

## R
- Maria Radner(wd) kontraalt (1981-2015)
- Albert Reiß, tenor (1870-1940)
- Karl Ridderbusch(wd) basszista (1932-1997)
- Dorothea Röschmann(wd) szoprán (1967-)
- Anneliese Rothenberger(wd) szoprán (1926-2010)

## Q
- Thomas Quasthoff, basszbariton (1959-)

## S
- Erna Sack(wd) szoprán (1898-1972)
- Ivan Sardi basszus (1930–2019)
- Heinrich Schlusnus(wd) bariton (1888-1952)
- Karl Schmitt-Walter(wd) bariton (1900-1985)
- Rudolf Schock(wd) tenor (1915-1986)
- Peter Schreier tenor (1935-)
- Elisabeth Schumann(wd) szoprán (1888-1952)
- Elisabeth Schwarzkopf, szoprán (1915-2006)
- Irmgard Seefried(wd) szoprán (1919-1988)
- Peter Seiffert(wd) tenor (1954-)
- Gerhard Siegel(wd) tenor (1963-)
- Kriemhild Siegel(wd) szoprán (Kriemhild Jahn 1974-)
- Margarethe Siems(wd) szoprán (1879-1952)
- Anja Silja(wd) szoprán (1940-)
- Henriette Sontag(wd) szoprán (1806-1854)
- Hans Sotin(wd) basszista (1939-)
- Gerhard Stolze(wd) tenor (1926–1979)
- Rita Streich(wd) szoprán (orosz származású 1920–1987)

## V
- Klaus Florian Vogt(wd) tenor (1970-)

## W
- Josepha Weber(wd) szoprán (1759-1819)
- Wolfgang Windgassen(wd) tenor (1914-1974)
- Endrik Wottrich(wd) tenor (1964-2017)
- Fritz Wunderlich, tenor (1930-1966)

## Fordítás
- Ez a szócikk részben vagy egészben  a   Seznam nemških pevcev resne glasbe című szlovén Wikipédia-szócikk ezen változatának fordításán alapul.  Az eredeti cikk szerkesztőit annak laptörténete sorolja fel. Ez a jelzés csupán a megfogalmazás eredetét és a szerzői jogokat jelzi, nem szolgál a cikkben szereplő információk forrásmegjelöléseként.